# Nomada proxima
Nomada proxima är en biart som beskrevs av Cresson 1863. Nomada proxima ingår i släktet gökbin, och familjen långtungebin. Inga underarter finns listade i Catalogue of Life.